# Mauritia depressa
Mauritia depressa is een slakkensoort uit de familie van de Cypraeidae. De wetenschappelijke naam van de soort werd in 1824 voor het eerst geldig gepubliceerd door John Edward Gray.

## Beschrijving
Deze vrij zeldzame schelpen bereiken een gemiddelde lengte van 35-42 mm, met een maximale grootte van 61 mm en een minimale grootte van 23 mm. Het dorsale kleurpatroon varieert van geelachtig bruin tot donkerbruin, met duidelijke, bijna cirkelvormige, heldere vlekken. De randen zijn meestal lichtblauw of geelachtig, met verschillende bruine stippen. De basis is duidelijk afgeplat, de kleur kan wit, lichtbruin of lichtblauw zijn. De tanden langs de opening zijn op beide lippen donkerbruin.

## Verspreiding en leefgebied
Deze slakkensoort komt voor in de centrale Stille Oceaan en in de Indische Oceaan langs de Chagosarchipel, de Comoren, Kenia, Madagaskar, Mascarenen, Mauritius, Réunion, Tanzania, Laccadiven-eilanden, Timor, de Filipijnen en Frans-Polynesië. Deze slakken leven voornamelijk in ondiep water, in koraalriffen of in lagunes nabij de door golven geteisterde rotsranden, van de getijdenzone tot 20 meter diepte, meestal onder koraalplaten of rotsen. Ze zijn 's nachts actief als ze zich voeden met algen.